# 圣克鲁瓦昂普莱讷
圣克鲁瓦昂普莱讷（法語：Sainte-Croix-en-Plaine，法語發音：[sɛ̃t kʁwa ɑ̃ plɛn] ⓘ）是法国上莱茵省的一个市镇，属于科尔马-里博维莱区。

## 地理
圣克鲁瓦昂普莱讷（48°0'31"N, 7°23'5"E）面积25.77 平方千米，位于法国大東部大區上莱茵省，该省份为法国东部内陆省份，是阿尔萨斯的一部分，今与下莱茵省组成了阿尔萨斯欧洲集体，其北临下莱茵省，西接孚日省，西南接贝尔福地区省，东侧沿莱茵河与德国相望，南与瑞士接壤。
与圣克鲁瓦昂普莱讷接壤的市镇（或旧市镇、城区）包括：埃滕什拉格、代瑟奈姆、涅德雷尔甘、科尔马附近埃尔利赛姆、埃吉赛姆、韦托尔赛姆、科尔马、洛格莱姆、孙多芬。
圣克鲁瓦昂普莱讷的时区为UTC+01:00、UTC+02:00（夏令时）。

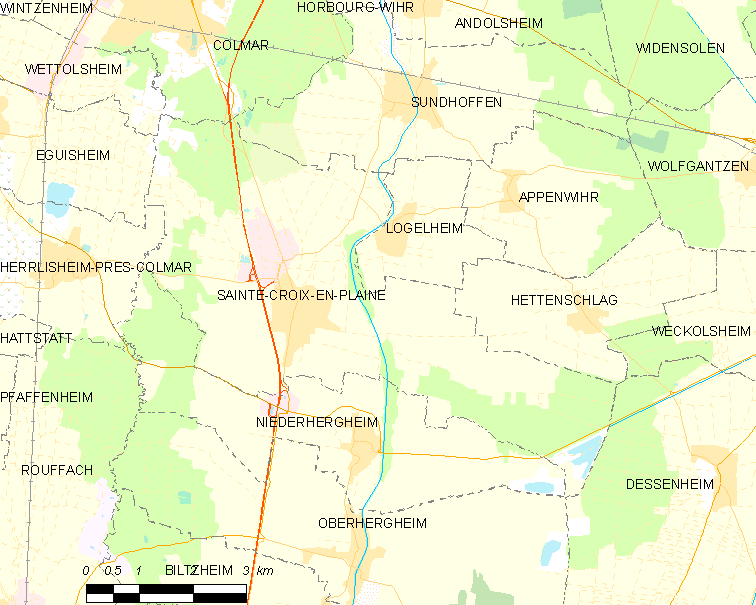
圣克鲁瓦昂普莱讷的OSM定位图

## 行政
圣克鲁瓦昂普莱讷的邮政编码为68127，INSEE市镇编码为68295。

## 政治
圣克鲁瓦昂普莱讷所属的省级选区为科尔马第二县。

## 人口

1962-2008年间圣克鲁瓦昂普莱讷人口变化图示

圣克鲁瓦昂普莱讷于2022年1月1日时的人口数量为3026人。